# Principado de Terebovlia
El Principado de Terebovlia fue un principado del Rus de Kiev, estableció como una sub-entidad en 1084 y se le dio a Vasylko Rostyslávych por parte de sus hermanos, Volodar Rostyslávych y Riúrik Rostislávich, príncipes de los principados de Perémyshl  y Zvenýhorod (en), respectivamente.

## Historia
La capital de este principado era Terebovlia, de donde cogió el nombre. Sus territorios incluían partes del sudeste de Galitzia, Bucovina, y el oeste de Podilia. Se limita Kiev principado al este, el Principado de Zvenýhorod (en) hacia el oeste, y en partes de principado Volodímir-Volinski, el principado de Lutsk y el de Peresopnytsia al norte.
Vasylko Rostyslávych colonizó ampliamente los territorios al sureste de Terebovlia empleando pueblos turcos (berendéis, torks y pechenegos), y se anexó Ponyzia, asegurándose así contra los invasores nómadas. Hálych ganó importancia como centro político y económico; otras ciudades y fortalezas importantes incluyeron Terebovlia, Mykulyn (ahora Mykúlyntsi), Chern (ahora Chernivtsí), Vasýliv (Bucovina), Onut, Kuchelemyn, Bakota, Ushytsia y Kalius. Tras la muerte de Vasylko Rostyslávych en 1124, el Principado de Hálych se separó, y por 1141 Terebovlia principado había convertido en una parte de la Principado de Galitzia. Después de la dinastía Rostyslávych extinguió, fue brevemente un principado appanage bajo Iziaslav Volodýmyrovych.